# Алиев, Толесин Нурмаганбетулы
Алиев Толесин Нурмаганбетулы (1892, Форт-Шевченко ныне Мангыстауской области — 1942, Алматы) — казахский государственный и военный деятель. Активный участник экспедиции А. Джангельдина. Командовал казахским конным эскадроном, созданным в Торгае (1919). Отряд возглавляемый Алиевым, в сентябре 1919 года выбил белогвардейцев из г. Иргиз. В 1920 году командовал казахским конным полком, был политработником Казревкома. С 1922 года занимал различные должности, в том числе заместитель председателя ЦИКа КазАССР, военкома Каракалпакской автономной области. В 1931—1933 годах организовал казахский конный полк. В 1935—1937 годах председатель исполкома Мангыстау, в 1938—1941 годах заместитель председателя Совета народных комиссаров Казахстана.